# Південний схід штату Парана (мезорегіон)
Південний схід штату Парана (порт. Mesorregião do Sudeste Paranaense) — адміністративно-статистичний мезорегіон в Бразилії, входить в штат Парана. Населення становить 398 453 чоловік на 2006 рік. Займає площу 17 020,900 км². Густота населення — 23,4 чол./км².

## Склад мезорегіону
В мезорегіон входять наступні мікрорегіони:
1. Іраті
2. Прудентополіс
3. Сан-Матеус-ду-Сул
4. Уніан-да-Віторія

| Бразилія | Це незавершена стаття з географії Бразилії. Ви можете допомогти проєкту, виправивши або дописавши її. |